# 逆襲：月亮騎士
《逆襲：月亮騎士》是2023年动作平台游戏，由JoyMasher开发、The Arcade Crew发行，对应Windows、任天堂Switch、PlayStation 4、PlayStation 5平台。玩家在游戏中操控机器忍者「月亮骑士」反抗其暴虐的创造者。
据Metacritic，游戏获得「总体好评」；据OpenCritic统计，游戏获得77%媒体推荐。